# Jeanbon St. André

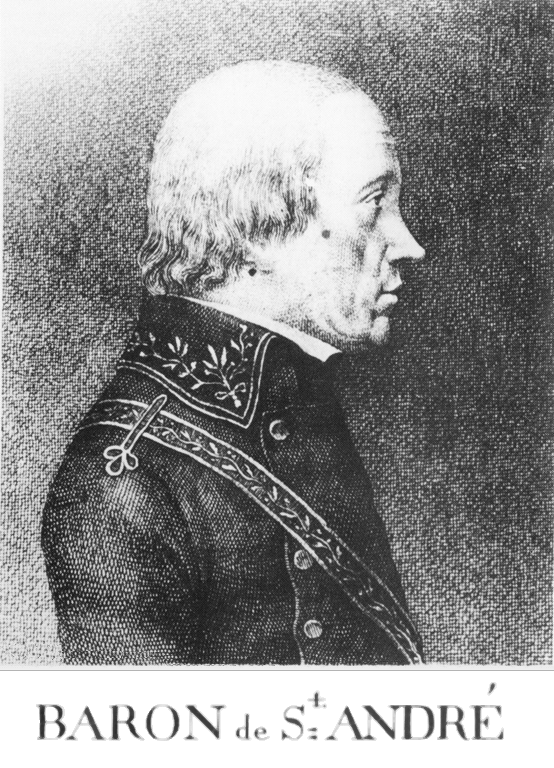
Jeanbon Baron de Saint-André, zeitgenössischer Kupferstich

Jeanbon (de) Saint-André (eigentlich André Jeanbon; * 25. Februar 1749 in Montauban; † 10. Dezember 1813 in Mainz), Baron de Saint-André seit 1809, war seit 1801 unter Napoleon Bonaparte Generalkommissar der vier im Jahr 1798 errichteten linksrheinischen Départements. Seit Februar 1802 war er französischer Präfekt des Département du Mont-Tonnerre (Donnersberg) mit Sitz in Mainz. Jeanbon St. André prägte nachhaltig Mainz und das ihm unterstellte Département in der Zeit der Zugehörigkeit zum Konsulat und zum Empire.
Er erkrankte an Fleckfieber, einer epidemischen Krankheit, die das geschlagene französische Heer (ca. 50.000 Mann) nach der Völkerschlacht bei Leipzig bei ihrem Rheinübergang Anfang November 1813 auch nach Mainz einschleppte, wo die Seuche Tausende Soldaten und Zivilisten das Leben kostete. Dort starb André Jeanbon am 10. Dezember 1813 und wurde auf dem von ihm angelegten Hauptfriedhof begraben.

## Leben

### Vor der französischen Revolution
André Jeanbon wurde am 25. Februar 1749 in Montauban, Quercy geboren. Er war der zweite Sohn des protestantischen Walkmüllers Antoine Jeanbon und seiner Frau Marie, geborene Molles. Sein Geburtshaus in der Grand Rue Villenouvelle Nummer 40 trägt eine Erinnerungstafel. Die französischen Protestanten konnten ihre Religion nach dem Edikt von Fontainebleau nur im Untergrund ausüben. So wurde auch André katholisch getauft. Nach seiner Erziehung in der örtlichen Jesuitenschule 1759 bis 1765 wollte er zunächst Advokat werden, eine Laufbahn, die ihm als Protestanten im katholisch-royalistischen Frankreich der Vorrevolutionszeit allerdings versperrt blieb. Nach einer Ausbildung zum Steuermann in Bordeaux von 1765 bis 1766 fuhr er bis 1771 zur See und brachte es bis zum Kapitän der Handelsmarine. Er überlebte insgesamt drei Schiffbrüche, verlor allerdings bei einem Schiffbruch in der Karibik 1771 (wahrscheinlich vor Hispaniola) seine gesamten Ersparnisse.
Nach diesem Vorfall entschloss sich André Jeanbon zum Studium der reformierten Theologie. Dieses absolvierte er in der Hälfte der sonst üblichen Studienzeit von 1771 bis 1773 am Französischen [Theologischen] Seminar in Lausanne in der Schweiz (1729–1812). Dies ist nicht der Universität verbunden. In seinem Gebäude ist heute das kantonale Gymnasium. Mit 24 Jahren wurde er am 21. April 1773 in Lausanne zum Pfarrer ordiniert und änderte seinen Namen in Jeanbon de Saint-André. Da es an Pfarrern mangelte, bekam er noch Ende April seine erste Stelle als illegaler Pfarrer in Castres, heute Département Tarn von 1773 bis 1783 ohne Kirche oder Betsaal, die Gottesdienste fanden geheim im Freien statt. Hier heiratete er am 24. Juni 1778 die Demoiselle Marie de Suc aus Castres. Für die Zeit nach 1783 sind seine Aufenthaltsorte unbekannt. Er lebte wohl im Verborgenen schrieb aber in dieser Zeit seine Considérations sur l’organisation civile des Églises protestantes, die erst 1848 von dem Katholiken Auguste Nicolas veröffentlicht wurde. Nach dem Toleranz-Edikt von Versailles vom 29. November 1787 wurde er vom Konsistorium zum 1. Juli 1788 in seine Heimatstadt Montauban berufen. Dort wirkte er bis 1790 als Pfarrer und erlebte den Ausbruch der Französischen Revolution.

### Französische Revolution
Mit dem Revolutionsjahr 1789 begann Jeanbon St. André, sich politisch zu betätigen. In seiner Heimatstadt wurde er zum Präsidenten des Jakobinerclubs gewählt. Am 6. September 1792 wurde er als Abgeordneter des Départements Lot in die Nationalversammlung in Paris gewählt. Ihr gehörte er von 1792 bis 1795 an und war kurzzeitig, vom 11. bis 25. Juli 1793, ihr Präsident. Er galt als einer der hervorragendsten Redner der Nationalversammlung und als einer ihrer engagiertesten Arbeiter. Der französische Historiker Hippolyte Taine beschrieb St. Andrés Erscheinung in dieser Lebensphase wie folgt: „Er hat Holzschuhe und eine wollene Jakobinerjacke an, ißt ein Stück hausbackenen Brotes, trinkt ein Glas schlechten Bieres und schreibt und diktiert bis ihm die Kräfte versagen; dann wirft er sich um zu schlafen auf eine am Boden liegende Matratze.“

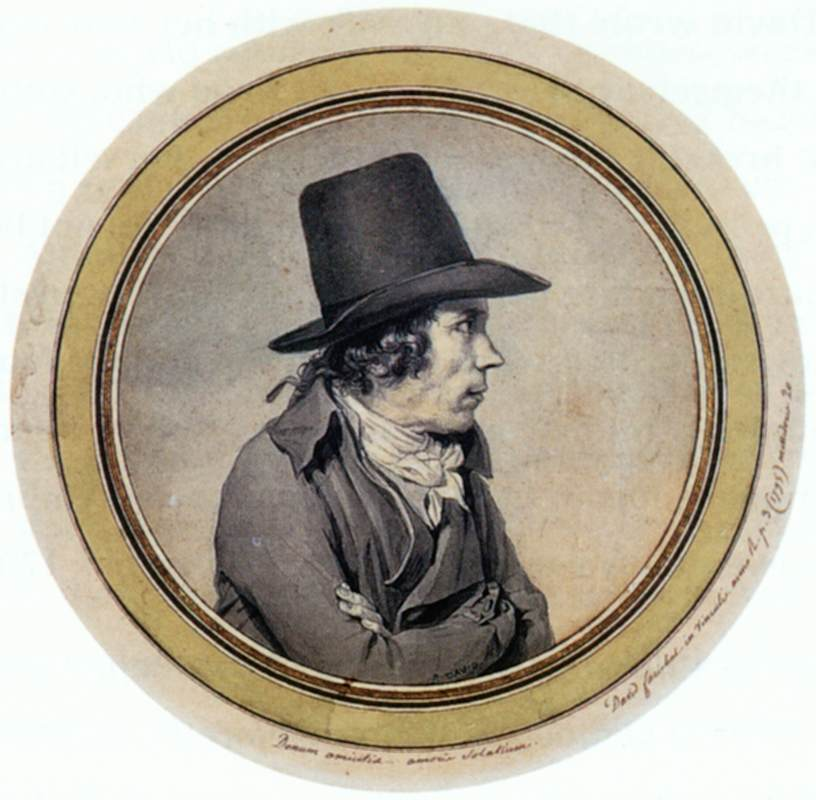
Jeanbon St. André, 1795 gemalt von Jacques-Louis David, Art Institute of Chicago

Politisch war St. André ein Parteigänger Robespierres. Er gehörte der Fraktion der Montagnards an und stimmte zusammen mit diesen für die Todesstrafe für Ludwig XVI. 1793 bis 1794 war er außerdem gewähltes Mitglied des Wohlfahrtsausschusses (frz. Comité de salut public, „Ausschuss der öffentlichen Wohlfahrt und der allgemeinen Verteidigung“). In dieser Funktion war er der Volks-Repräsentant bei der Nordarmee. Nach den militärischen Misserfolgen der Revolutionsarmee im Juli 1793 bei Mainz betraute man ihn mit der Aufgabe, die Lage bei der Armee im Norden zu stabilisieren. Außerdem wurde er mit der Reorganisation der Militärhäfen in Brest und Cherbourg beauftragt. Als Marinekommissar des Wohlfahrtsausschusses nahm er Ende Mai/Anfang Juni 1794 an der Sicherung eines Lebensmittelkonvois teil, bei der es zur Seeschlacht am 13. Prairial zwischen französischen und britischen Schiffen kam, bei der er leicht verwundet wurde. Die französischen Schiffe sollten einem amerikanischen Konvoi unter Konteradmiral Pierre Jean Van Stabel sicheres Geleit geben. Weitere Aufgaben führten St. André nach Toulon und Marseille. Dem Umstand, dass er deshalb am 9. Thermidor nicht in Paris weilte, verdankte er als Parteigänger Robespierres wahrscheinlich sein Leben: Er entging so der Säuberungswelle zum Ende der Terrorherrschaft und musste nicht das Schicksal Robespierres und seiner Gefolgsleute teilen, die beinahe ausnahmslos unter der Guillotine endeten. Stattdessen wurde er am 28. Mai 1795 verhaftet. Während dieser Gefangenschaft entstand sein Porträt von der Hand des berühmten französischen Malers Jacques-Louis David.
Jeanbon St. André kam bereits am 26. Oktober 1795 aufgrund einer Amnestie frei und wurde als Konsul nach Algier und Smyrna (1798) auf diplomatische Mission geschickt. In Smyrna wurde er allerdings von den Türken verhaftet und von 1798 bis 1801 gefangen gehalten.
Nach seiner Rückkehr nach Paris 1801 bot ihm Napoleon Bonaparte, mittlerweile Erster Konsul der Republik, den Posten eines Generalkommissars der 1800 neu gegründeten vier linksrheinischen Départements (darunter das Département du Mont-Tonnerre) sowie die Präfektur mit Sitz im nunmehr französischen Mayence (Mainz) an.

### Napoleon Bonaparte, Mayence und das Département du Mont-Tonnerre
In der Folge der französischen Revolution gelangten seit 1792/93 große linksrheinische Teile von Andernach bis Basel unter französische Kontrolle. Die französische Herrschaft etablierte sich endgültig 1797 mit dem Friedensvertrag von Campo Formio zwischen Frankreich und Österreich.

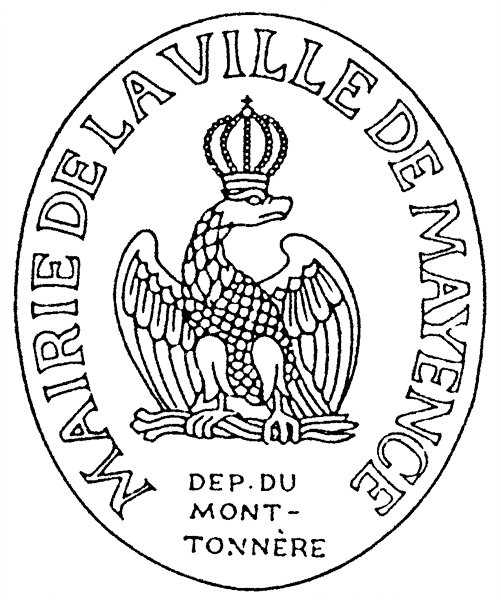
Siegel der Mairie Mayence, 1805–1811

Napoleon Bonaparte, seit 1799 Erster Konsul der Republik und ab 1804 Kaiser der Franzosen, integrierte diese gewonnenen Gebiete nach und nach in die politischen Verwaltungsstrukturen der Republik bzw. des folgenden Kaiserreiches. So ließ er 1800 unter anderem das Département du Mont-Tonnerre gründen. Mainz wurde am 23. September 1802 nach dem Friedensvertrag von Lunéville als nunmehr französisches Mayence Hauptstadt des Départements, das aus großen Teilen des späteren Rheinhessen und Teilen der Pfalz bestand. Unter-Präfekturen des Départements waren die Arrondissements Mainz, Kaiserslautern, Speyer und Zweibrücken. Jeanbon St. André wurde am 10. Dezember 1801 zum ersten Präfekten des Départements ernannt, das bereits am 3. August 1802 zusammen mit den anderen linksrheinischen Départements den innerfranzösischen Départements rechtlich gleichgestellt wurde. Er widmete sich dieser Aufgabe, wie aus zeitgenössischen Berichten zu entnehmen ist, mit großem Engagement.
Auch Napoleon hatte große Pläne mit der Hauptstadt des Départements: die Stadt sollte wichtige militärische Funktionen übernehmen, später auch als Kaiserresidenz dienen und „Schaufenster des Empire“ werden. In einem Dekret vom 22. Juni wurde die Erhebung von Mayence zu einer der 36 bedeutendsten Städte Frankreichs (bonnes villes de l’Empire) bekannt gegeben.
Große bauliche Veränderungen im Stadtbild, geplant, aber nur teilweise realisiert von dem Départmement-Baudirektor J. F. Eustache de St. Far, waren die Folge. Die heutige Ludwigsstraße, damals Grande Rue Napoleon, ist das heute noch sichtbare Beispiel dieser Planungs- und Bauperiode. In diese Zeit fällt auch der endgültige Abbruch der gotischen Martinsburg und die Nutzung des ehemals Kurfürstlichen Schlosses als Waren- und Lagerplatz. Der Abriss des seit den Revolutionskriegen von 1793 stark beschädigten Mainzer Doms und der ausgebrannten Liebfrauenkirche am Dom wurde ebenfalls von St. André als zuständigem Präfekten vorangetrieben. Der 1802 von Napoleon ernannte neue Bischof von Mainz, Joseph Ludwig Colmar, konnte dies nach heftigen Auseinandersetzungen mit dem protestantischen Präfekten und nach Lancierung einer entsprechenden Order aus Paris an St. André jedoch verhindern. Colmar verhinderte auch den Abriss des Speyerer Doms.
Weitere Pläne, unter anderem für die umfangreiche Befestigung von Mainz und Kastel sowie den Umbau und die Erweiterung des Deutschhauses zum kaiserlichen Residenzschloss (Palais Imperial), wurden nie realisiert.
Aber auch in den ländlichen Gebieten des Départements kam es zu Veränderungen, die von St. André aus Mainz initiiert wurden. So wurde z. B. der Anbau von Zuckerrüben in der Pfalz auf Verordnung (kaiserliches Dekret vom 25. März 1811) erfolgreich etabliert und zu einem bedeutenden Wirtschaftsfaktor ausgebaut. Handel und Produktion wurden nicht nur in Mainz, sondern auch in ländlichen Gegenden gefördert um den Nachschub für die Armee zu sichern und die Auswirkungen der Kontinentalsperre abzumildern.

### Präfekt in Mainz

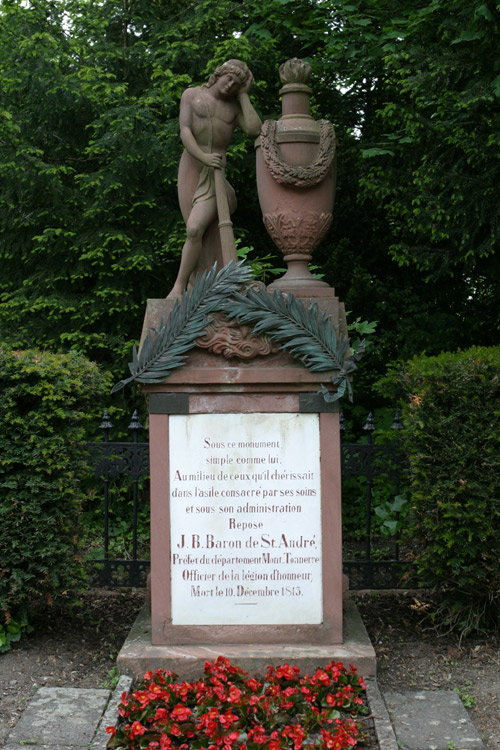
Grabmal von Jeanbon St. André auf dem Mainzer Hauptfriedhof

Jeanbon St. André, der im Erthaler Hof residierte, war als Präfekt bei den Mainzern zuerst nicht sehr beliebt. Ein notorisches Misstrauen der Mainzer Bevölkerung gegenüber der Obrigkeit und St. Andrés eiserner Wille bei der Umsetzung neuer Projekte und politischer Vorgaben aus Paris sorgten dafür. Auch St. Andrés ernsthafte Erwägung, den nach preußischem Artilleriebeschuss 1793 stark beschädigten Mainzer Dom abbrechen zu lassen, sorgte für Empörung. Sein großes Engagement bei der Fürsorge für die Kranken und Armen, Anstrengungen im Schulwesen in Mainz und im restlichen Département sowie sein persönlich bescheidenes, aber in seiner Arbeit effizientes Auftreten brachten ihm aber nach einiger Zeit sowohl bei den Mainzern als auch bei seinen französischen Landsleuten hohes Ansehen ein. Napoleon, zu dem er ein gutes Verhältnis hatte, nannte ihn das „Musterbeispiel eines Präfekten“ und machte ihn 1809 zu einem Grand notable de l’Empire mit Barontitel.
Zusammen mit dem Maire (Bürgermeister) von Mayence, Franz Konrad Macké, setzte sich St. André vor allem für die Wiederbelebung des nach dem Ende des Kurfürstentums fast zusammengebrochenen Handels ein. Dazu wurde eine Handelskammer eingerichtet, zusammen mit Köln die älteste in Deutschland. Mainz behielt durch ein Dekret Napoleons, ausgestellt bei dessen erstem Aufenthalt in Mainz am 1. Oktober 1804, das alte Stapelrecht, das nun als entrepôt réel bezeichnet wurde. Im Februar 1809 wurde ein Freihafen eröffnet, den die Mainzer im Wesentlichen dem nachhaltigen politischen Einsatz ihres Präfekten und ihres Maires zu verdanken hatten. Es entstanden zusätzlich eine Zuckerraffinerie und eine Farbenfabrik sowie eine Baumwollweberei. Der Mainzer Handel kam unter französischer Herrschaft zu einer kurzen Blüte. Sie war nur von kurzer Dauer, weil das französische Mayence in den Augen Napoleons und der französischen Politik in erster Linie die östlichste Festung des Empire am Rhein war und gleichzeitig eine Hauptfunktion als Truppenaufmarschplatz nach Deutschland (Boulevard de l’Empire) wahrzunehmen hatte. Dem waren die wirtschaftlichen Interessen der Stadt unterzuordnen.
Andererseits wurde unter dem Präfekt St. André auch das kulturelle Leben gefördert. Die Überlassung von 36 Gemälden aufgrund einer direkten Anweisung Napoleons sollte die Département-Hauptstadt Mayence kulturell aufwerten und die Bürgerschaft positiv stimmen. Diese Gemäldesammlung wurde aufgrund des Chaptal-Erlasses zum Grundstock des heutigen Landesmuseums Mainz, das 1803 gegründet wurde.
„La Bibliothèque de Mayence est mise à la disposition de la commune“ – „Die Bibliothek von Mainz wird der Gemeinde zur Verfügung gestellt“. Mit diesem Kernsatz aus dem Dekret des französischen Innenministers Jean-Baptiste Nompère de Champagny vom 20. August 1805 an den Präfekten des Département du Mont-Tonnerre wurde ein neues Zeitalter der Mainzer Bibliotheksgeschichte begonnen. Die gesamte äußerst umfangreiche Bibliothek der 1798 aufgehobenen Mainzer Universität wurde der Stadt Mainz und damit der Mainzer Bürgerschaft übergeben. Hierdurch wurde der Grundstock für die heutige Stadtbibliothek gelegt.
Während der Amtszeit St. Andrés expandierte Mainz und vergrößerte sein Stadtgebiet. So erreichte der Präfekt die Ausdehnung der Stadtgrenze von Mainz bis nach Bretzenheim unter gleichzeitiger Eingemeindung des bis dahin halbwegs selbständigen Zahlbach. In der Mainzer Zeitung konnte man am 26. August (8. Fructidor) 1805 zu diesem Ereignis lesen:

„Durch ein kaiserliches Dekret vom 3. Prärial (23. Mai) sind die Grenzen zwischen der Stadt Mainz und der Gemeinde Bretzenheim auf eine Art bestimmt worden, dass Zahlbach mit seinem Gebiete in der Zukunft zu Mainz gehört.“

Verbunden war damit die Einrichtung des neuen Mainzer Hauptfriedhofes durch St. André zwei Jahre zuvor. Im Zuge der französischen Revolution und Napoleons Machtübernahme kam es zur Säkularisation von Klöstern und Kirchen. Die aus dem Mittelalter stammende Tradition, Tote bei den Kirchen und Klöstern zu bestatten, konnte in dieser Form nicht mehr aufrechterhalten werden, da sie zunehmend zu hygienischen Problemen führte. Unter französischer Herrschaft wurde diese Bestattungsform von Toten innerhalb der Stadt verboten, so geschehen in Mainz durch zwei Dekrete von Jeanbon St. André vom 19. und vom 30. März 1803. Auf Anweisung des Präfekten kaufte die Stadt Mainz Gelände des ehemaligen Dalheimer Klosters für die neue außerstädtische Friedhofsanlage auf. Am 30. Mai 1803 wurde der neue „Aureus-Friedhof“ eingeweiht, auf dem 1813 auch Jeanbon St. André seine letzte Ruhe fand.

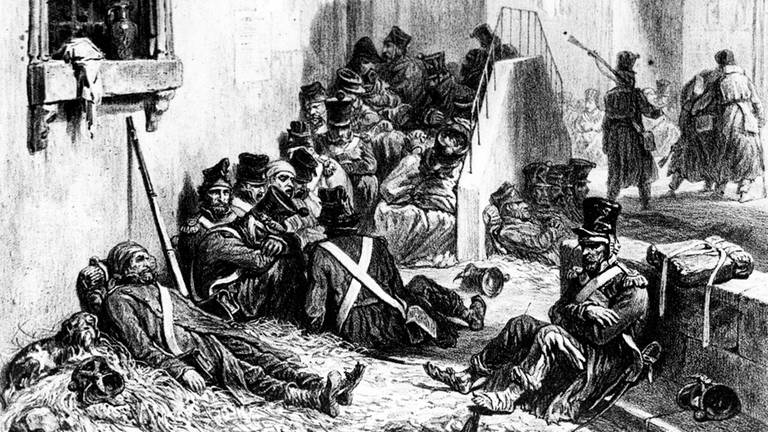
Am Typhus de Mayence erkrankte Soldaten (Zeitgenössische Zeichnung)

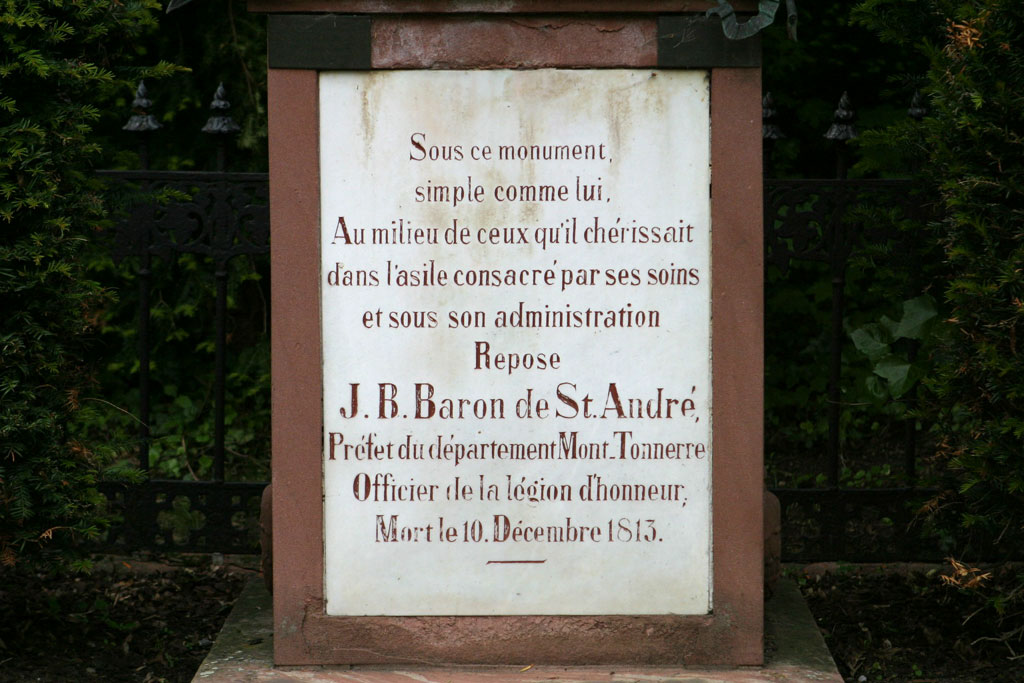
Französische Inschrift am Grabmal

Unter der Präfektur von St. André wurden auf Basis der Organischen Artikel erstmals seit der schwedischen Besetzungszeit wieder protestantische Gottesdienste in eigens ihnen überlassen Kirchengebäuden erlaubt. So feierten die Mainzer Protestanten im März 1802 in der ihnen überlassenen Altmünsterkirche erstmals wieder öffentlich ihren Gottesdienst.
Über Mainz hinaus können auch noch heute die Nachwirkungen von Jeanbon St. Andrés Wirken beobachtet werden. So verfügte er, unter anderem um der Warenverknappung durch die Kontinentalsperre gegen England (1806) entgegenzuwirken, den Zuckerrübenanbau in der Pfalz, der dort neben dem Weinbau zu einem der wichtigsten wirtschaftlichen Faktoren wurde. St. André setzte sich auch für die Verbesserung des Straßenwesens ein. So wurde beispielsweise die Route de Charlemagne gebaut, eine Fernstraße über Ingelheim nach Koblenz. Auch die heute noch in der Mainzer Oberstadt erhaltene Straßenbezeichnung Pariser Tor weist auf die direkte Fernstraßenverbindung (Pariser- oder Kaiserstraße) von Mainz über die Pfalz und Saarbrücken nach Paris hin, die damals auf Initiative des Präfekten gebaut wurde.
Nach den Niederlagen der Grande Armée bei Leipzig und der sich anschließenden Schlacht bei Hanau im Oktober 1813 flüchteten die überlebenden Soldaten in Panik zurück zum Rhein und über die Mainzer Rheinbrücke in die Stadt hinein. Sie brachten den so genannten Typhus de Mayence mit, dem schätzungsweise über 16.000 französische Soldaten und knapp 2.500 Mainzer (10 % der Bevölkerung!) erlagen. Unter den Opfern war auch der Präfekt Jeanbon St. André. Er starb am 10. Dezember 1813, nachdem er sich um die Organisation der Kranken- und Verwundetenpflege verdient gemacht und sich selbst dabei nicht geschont hatte. Seine letzte Ruhestätte fand er in einem Ehrengrab auf dem von ihm gegründeten Mainzer Hauptfriedhof, wo noch heute ein aufwändig gestaltetes Grabmal an ihn erinnert. Die französische Inschrift des Grabsteins, verfasst von dem Mainzer Schriftsteller Friedrich Lehne, lautet übersetzt:
Unter diesem Denkmal,
einfach wie er,
inmitten derer, die er liebte
in der letzten Ruhestätte, geheiligt durch seine Fürsorge
und unter seiner Verwaltung
ruht
J. B. Baron de St. André,
Präfekt des Departements Donnersberg
Offizier der Ehrenlegion,
Gestorben am 10. Dezember 1813.

## Nachwirken: Erinnerungen an Jeanbon St. André in der Mainzer Bevölkerung
St. André war zu seiner Zeit eine hochgestellte Persönlichkeit in Mainz. Wie es bei der Mainzer Bevölkerung zu wohl allen Zeiten üblich war, bekam aber auch der französische Präfekt schnell seinen Spitznamen im Mainzer Dialekt. In Verballhornung seines Vornamens Jeanbon zum französischen Jambon (Schinken) und unter Hinzuziehen seines Nachnamens wurde er in der Mainzer Bevölkerung nur liebevoll-spöttisch „Schinkenandres“ genannt. Auch in Frankreich gibt es ein Kinderlied Le jambon de Mayence, siehe auch Mainzer Schinken.
An ihn erinnert die kurze Jeanbon-St-Andre-Straße am Eingang des Hauptfriedhofes. Auch in seinem Geburtsort Montauban gibt es eine nach ihm benannte Straße.
Seine theologische Bibliothek vermachte Jeanbon der 1808 wiedereröffneten Theologischen Fakultät in Montauban, heute als Institut Protestant de Théologie in Montpellier.

## Werke
- Considérations sur l’organisation des églises protestantes, Paris 1848